# Salon Kitty
Salon Kitty è un film del 1976 diretto da Tinto Brass, liberamente adattato dal romanzo omonimo di Peter Norden e incentrato sul Salone Kitty, una casa di tolleranza di Berlino.

## Trama
A Berlino Kitty Kellermann è proprietaria della più prestigiosa casa d'appuntamenti, sebbene il regime nazista l'abbia costretta prima a traslocare e poi a trasformare il proprio locale, il "Salon Kitty" appunto, in un postribolo d'alto rango destinato solamente a ufficiali dell'esercito. In realtà, il locale è, a sua insaputa, un  centro di spionaggio, dove le prostitute, ragazze tedesche tutte rigorosamente preselezionate, raccolgono segreti, timori, confidenze e commenti, soprattutto di tipo politico, dei loro più assidui clienti: se questi dovessero esprimere dissensi, o idee critiche del regime nazista, verrebbero giustiziati, dal momento che  nei sotterranei del palazzo, vengono registrate tutte le loro parole. Il tenente delle SS Wallenberg, a capo dell'intera macchinazione, fa trucidare Hans, un ufficiale stancatosi di combattere per il regime, e del quale Margherita, ragazza del locale, si è segretamente innamorata; quest'ultima, accordatasi con Kitty, si vendica, denunciandolo per alto tradimento, e facendolo così giustiziare.

## Produzione
Nel film compare, non accreditato, l'artista messicano Tito LeDuc, componente del gruppo Le Sorelle Bandiera, autore anche delle coreografie. Le scenografie sono firmate dal pluripremiato Ken Adam.  

## Distribuzione
Il film uscì nelle sale il 2 marzo 1976.  Il protagonista fu doppiato da Gigi Proietti.

## Curiosità
- Nel corso di un'intervista rilasciata a Fabio Fazio durante il programma televisivo Che tempo che fa, il regista statunitense Quentin Tarantino ha definito le scene iniziali di Salon Kitty come la cosa più strana mai vista al cinema, affermando che le immagini in cui viene ucciso un maiale rendono lo schermo ributtante agli occhi dello spettatore[4].